# Buccinasco
Buccinasco é uma comuna italiana da região da Lombardia, província de Milão, com cerca de 25.471 (24.877 censimento 2001) habitantes. Estende-se por uma área de 11,99 km², tendo uma densidade populacional de 2316 hab/km². Faz fronteira com Milano, Corsico, Trezzano sul Naviglio, Assago, Zibido San Giacomo.

## Demografia
| Variação demográfica do município entre 1861 e 2011                               |
|                                                                                   |
| Fonte: Istituto Nazionale di Statistica (ISTAT) - Elaboração gráfica da Wikipedia |